# CNS 11643
CNS 11643は、中華民国（台湾）の文字コード（文字集合）の規格。
1983年にまず試用版が発行され、2年間の試用期間を経た後に漢字の重複や排列順序の間違いを正し、1986年に最初の正式版が発行された。約13000字をISO/IEC 2022に適合するよう94×94文字集合2個に編成し、それぞれ第一字面・第二字面と呼ぶ。この他、初期には第十四字面があったが廃止され、後に第三～第七字面と第十五字面が追加された。符号空間としては第十六字面まで想定されている。
CNS 11643をEUCで符号化したものを、繁体字中国語EUC (EUC-TW) という。
公的規格であり、体系としてはBig5より整っているが、正式版が発行された時点ではBig5がすでに広く普及していたこと、文字集合を複数の字面に分割したことから1文字が2バイトに収まらない場合があること、重複や排列を正したために試用版をベースとしたBig5との変換が単純な計算でできないことなどの理由により、一般にはほとんど普及しておらず、政府関係や大型計算機などで使われるにとどまっている。